# Lugny-Champagne
Lugny-Champagne är en kommun i departementet Cher i regionen Centre-Val de Loire i de centrala delarna av Frankrike. Kommunen ligger  i kantonen Sancergues som tillhör arrondissementet Bourges. År 2022 hade Lugny-Champagne 140 invånare.

## Befolkningsutveckling
Antalet invånare i kommunen Lugny-Champagne
Referens:INSEE